# Colin Rudolph
Colin Rudolph (* 2006) ist ein deutscher Bahnradsportler, der die Kurzzeitdisziplinen bestreitet.

## Sportlicher Werdegang
Im Alter von sieben Jahren begann Colin Rudolph 2013 mit dem Leistungsradsport, zunächst erfolgreich auf dem Mountainbike. 2018 fuhr er zehn Siege bei verschiedenen Rennen auf der Straße ein, mit seinem Wechsel 2017 zum RSV 54 Venusberg konzentrierte er sich auf die Bahn. Bei den deutschen Meisterschaften 2021 in Köln gewann er im Sprint, im Keirin und im Zeitfahren in der Kategorie Jugend. Im selben Jahr dominierte er die Kurzzeitdisziplinen bei Sichtungsrennen auf der Bahn. 2022 wurde er deutscher Jugend-Meister im Keirin und im Zeitfahren.
2023 startete Rudolph als Junior bei ben Europameisterschaften und gewann mit Pete Flemming und Jakob Vogt den Titel im Teamsprint. Am 23. August stellte er bei den Junioren-Weltmeisterschaften in Cali, Kolumbien gemeinsam mit Flemming und Vogt mit 43,789 Sekunden einen neuen Weltrekord in der ersten Runde des Teamsprint-Wettbewerbs auf; das Trio wurde auch Weltmeister in dieser Disziplin.
Bei den Junioren-Europameisterschaften 2024 in Cottbus errang Rudolph den Titel im Sprint und belegte mit Tim-Louis Werner, Theo Fischer und Benjamin Bock den zweiten Platz im Teamsprint. Zudem wurde er Deutscher Junioren-Meister im Sprint. Beim Saisonfinale der Bahnrad-Bundesliga auf der Radrennbahn Chemnitz im September 1924 stürzte er und brach sich ein Schulterblatt.
2025 wurde Colin Rudolph mit Luca Spiegel und Henric Hackmann deutscher Meister im Teamsprint der Männer. Er wurde für die Bahnradsport-Europameisterschaften der Junioren/U23 2025 in Portugal nominiert-

## Ehrungen
- 2024: Eliteschüler des Sports[4]

## Erfolge
2021
- Deutscher Jugend-Meister – Keirin, Sprint, Zeitfahren

2022
- Deutscher Jugend-Meister – Keirin, Zeitfahren

2023
- Junioren-Weltmeister – Teamsprint (mit Pete Flemming und Jakob Vogt)
- Junioren-Europameister – Teamsprint (mit Pete Flemming und Jakob Vogt)

2024
- Junioren-Europameister – Sprint
- Junioren-Europameisterschaft – Teamsprint (mit Tim-Louis Werner, Theo Fischer und Benjamin Bock)
- Deutscher Junioren-Meister – Sprint

2025
- Deutscher Meister – Teamsprint (mit Luca Spiegel und Henric Hackmann)